# Dagwinde
De dagwinde (Ipomoea purpurea) is een plant uit de windefamilie (Convolvulaceae).